# Rutidea gabonensis
Rutidea gabonensis är en måreväxtart som beskrevs av Diane Mary Bridson. Rutidea gabonensis ingår i släktet Rutidea och familjen måreväxter. Inga underarter finns listade i Catalogue of Life.